# Gran Vía Alfonso X
La Gran Vía Alfonso X el Sabio, llamada habitualmente Alfonso X, o de manera coloquial El Tontódromo, es una avenida de la ciudad de Murcia (Región de Murcia, España). 
Se encuentra en el centro de la misma discurriendo desde la plaza Circular, al norte, hasta la plaza Santo Domingo, al sur. En ella confluyen el barrio de San Miguel en su lado occidental, perteneciente al distrito Centro-Oeste, y los barrios de La Fama (perteneciente al distrito Este) y San Lorenzo (perteneciente al distrito Centro-Este) en su lado oriental.

## Historia
El origen de Alfonso X se encuentra en la inauguración a comienzos de la década de 1930 de distintas infraestructuras al norte de la ciudad, en un espacio que entonces aún era huerta periurbana, como fueron la Cárcel Provincial (hoy denominada Cárcel Vieja), inaugurada en 1929, y la estación de Murcia Zaraiche, cabecera de la línea Murcia-Caravaca, construida en 1930 pero inaugurada en 1933. 
Para conectarlas apropiadamente con el centro de la ciudad se aprobó tanto la realización de una gran plaza en sus inmediaciones (la plaza Circular) como una avenida que uniera esta nueva plaza con la ciudad, siendo el lugar de conexión elegido la plaza de Santo Domingo.
Las obras dieron comienzo durante el segundo mandato en la alcaldía de José María Bautista Hernández, entre febrero y mayo de 1936. Para ello se procedió a la demolición del antiguo palacio de los Marqueses de los Vélez en agosto de aquel año, ya iniciada la guerra civil española, inmueble situado entre el monasterio de Santa Clara la Real y el convento de Santa Ana, lugar desde donde la nueva arteria partiría hacia el norte. 
A comienzos de 1940 ya se encontraba completamente abierta, iniciándose la construcción de las primeras edificaciones.

## Características
Desde sus inicios se planteó como una arteria con bulevar central arbolado, para lo que se plantaron hileras de Platanus × hispanica. 
Tras una remodelación realizada en 2019, se ha transformado en una calle totalmente peatonal.

## Edificios de interés
Al comienzo de la Gran Vía Alfonso X se encuentran los referidos conjuntos monásticos de Santa Clara la Real; fundado en el siglo XIV utilizando el antiguo Alcázar Menor de la ciudad del siglo XIII, y el convento de dominicas de Santa Ana, creado en el siglo XV aunque reconstruido totalmente a comienzo del siglo XVIII.
La edificación más antigua en la avenida recién inaugurada fue el Colegio Jesús María, de 1943. Entre 1941 y 1953 estuvo en construcción la Casa de la Cultura, actual sede del Museo Arqueológico de Murcia.
En 2006 fue inaugurado un monumento en homenaje al monarca Alfonso X de Castilla, situado justo antes de intersección de la Gran Vía con la plaza Circular, realizada por la Fundición de Arte de Amando López Guillón. La estatua sedente de Alfonso X, que reposa en un pedestal de mármol, está realizada en bronce, mide dos metros de altura y pesa 950 kilogramos.